# Marie Louise Trichet
Beata Marie Louise Trichet,  conocida también como  María Luisa de Jesús (7 de mayo de 1684, Poitiers, Francia-28 de abril de 1759, Saint-Laurent-sur-Sèvre, Francia), fue una figura católica francesa que, con Luis María Grignion de Montfort, fundó la Congregación de mujeres religiosas llamada Hijas de la Sabiduría y desde los diecisiete años  dedicó su vida al cuidado de los pobres y los enfermos. También se la conoce como la Primera Hija de la Sabiduría . Ella fue beatificada por el Papa Juan Pablo II .

## Primeros años y antecedentes

### Infancia y educación
Nació en Poitiers , en el río Clain , en el centro oeste de Francia, el 7 de mayo de 1684 y bautizada en la iglesia de St. Etienne Su padre Julien era un magistrado de la corte en Poitiers y su madre Françoise Lecocq era profundamente religiosa, al igual que la mayoría de su familia. Ella era la cuarta hija y la tercera hija, y tenía ocho hermanos.
La mayor, Jeanne, golpeó con parálisis a la edad de trece años, se curó tres años más tarde durante una visita a Notre Dame des Ardilliers en Saumur. Su hermano menor Alexis, nacido apenas un año antes, fue ordenado sacerdote en 1710 y luego murió como voluntario para ministrar a los presos heridos en un campo de prisioneros. La más joven de sus hermanas se unió más tarde a las Hijas de la Sabiduría. 
Marie Louise creció en un ambiente de religión y educación, y cuando tenía siete años, fue enviada al internado de Poitiers dirigido por las Hermanas de Santa Juana de Lestonac para adquirir las calificaciones sociales adecuadas para los escalones superiores del siglo XVII. Francia.  

### Poitiers

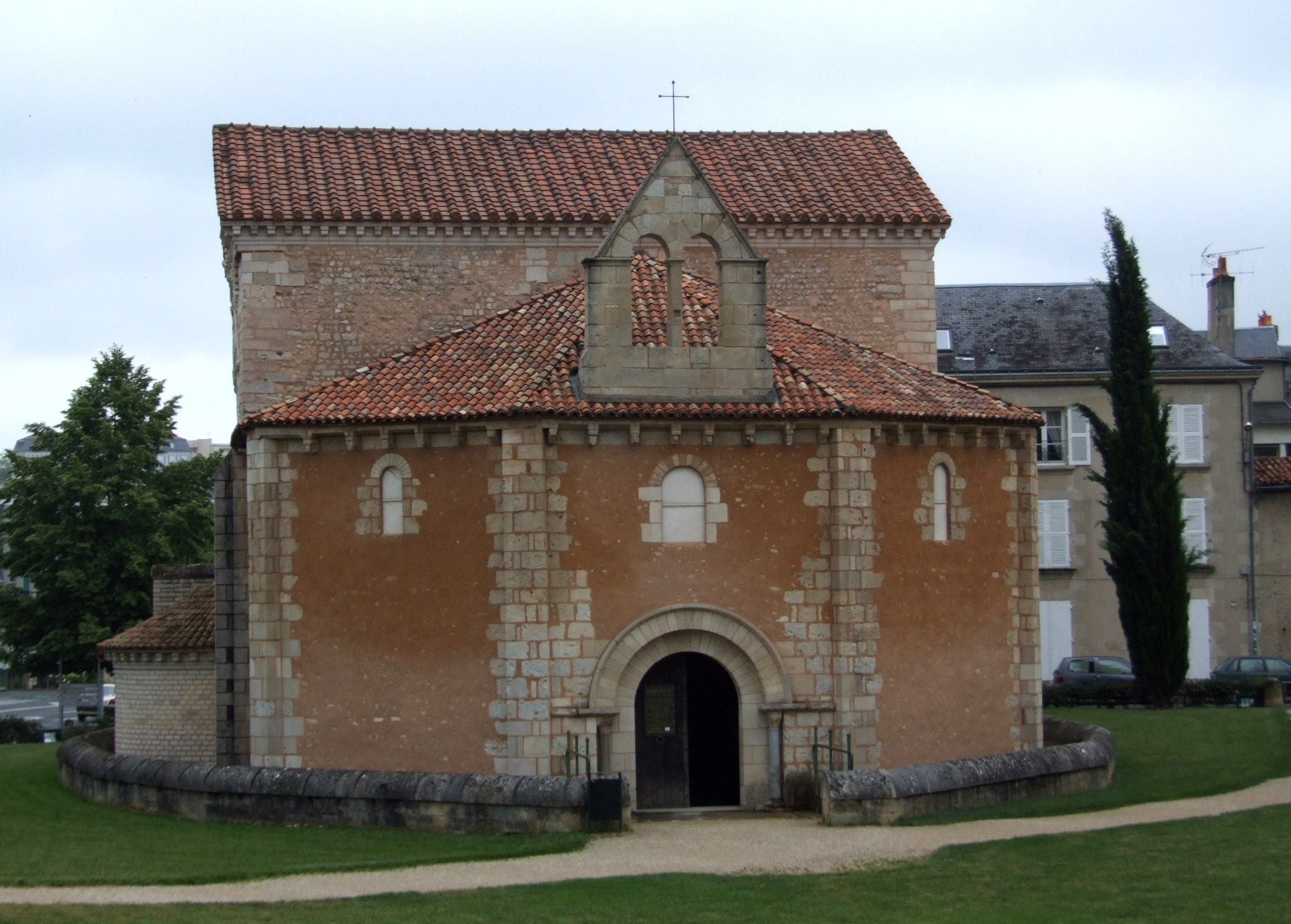
Baptistère Santo-Jean (siglo IV) en Poitiers

La zona occidental de Francia donde creció tenía una fuerte tradición cristiana. De hecho, en Poitiers se encuentra el Baptisterio de San Juan de Poitiers, del que se dice que es el edificio cristiano más antiguo existente en Francia. Y la histórica batalla de Poitiers (732) se libró a solo 20 km al norte de Poitiers en el siglo VIII.  Poitiers también fue importante porque en el siglo XV el Parlamento (Antiguo Régimen, Francia) en el exilio se mudó de París a Poitiers. En el siglo XVI, Poitiers impresionó a los visitantes debido a su tamaño relativamente grande, cortes reales, universidades, imprentas prolíficas, instituciones religiosas, catedral y numerosas parroquias.
Sin embargo, la aparente afluencia de Poitiers en el siglo XVII, anterior a la Revolución Francesa, tuvo un lado no real. Francia estaba plagada de corrupción y pobreza desenfrenada. En Poitiers, mendigos, lisiados y borrachos fueron enviados por la fuerza a un edificio de piedra llamado Hospital General. A los reclusos del hospital solo les ofrecieron una sala común, una cama para dos o tres, pan negro y un guiso de origen desconocido, y tenían que usar un uniforme gris áspero.
En 1701, el padre Luis María Grignion de Montfort llegó a Poitiers, habiendo sido ordenado sacerdote en junio de 1700, sacerdote joven y altamente idealista. Tenía una gran devoción por la Santísima Virgen María y los Santos Ángeles. Así, además de ofrecer confesiones en masa y escuchar,  Luis María Grignion de Montfort solía pasar mucho tiempo con los pobres del Hospital General de Poitiers, donde más tarde se convirtió en capellán. Trató de introducir reglas y derechos para los reclusos, pero encontró una fuerte resistencia por parte de las autoridades del hospital.

## Encuentro con Luis María Grignion de Montfort
A los diecisiete años, conoció por primera vez a Luis María Grignion de Montfort, que acababa de ser nombrado capellán del hospital de Poitiers. Marie Louise ofreció sus servicios al hospital, dedicando la mayor parte de su tiempo a los pobres y enfermos. Cuando tenía diecinueve años, Montfort le pidió que fuera a vivir allí. Dado que no había un cargo oficial para un gobernador en el hospital, a pesar de su formación familiar y educación, se ofreció como voluntaria para ingresar al hospital "como reclusa".
Los padres de Marie Louis no estaban contentos con su decisión de ingresar al hospital como reclusos y, según los informes, su madre le dijo: "Te volverás tan loco como ese sacerdote". El 2 de febrero de 1703, Marie Louis dejó a su familia, se consagró a Dios y recibió un hábito religioso de Montfort.
Frustrado con los obispos locales, Luis María Grignion de Montfort partió para hacer una peregrinación a Roma, para preguntar al Papa Clemente XI qué debía hacer. El Papa reconoció su verdadera vocación y, diciéndole que había muchas posibilidades para su ejercicio en Francia, lo envió de regreso con el título de Misionero Apostólico. Así, Luis María Grignion de Montfort abandonó Poitiers y durante varios años viajó a pie, predicando misiones desde Bretaña hasta Nantes. Su reputación como misionero creció, y se hizo conocido como "el buen padre de Montfort".

## En el hospital de Poitiers
Antes de partir, Luis María Grignion de Montfort estableció la Regla de las Hijas de la Sabiduría para la pequeña congregación que había formado con Marie Louis como primer miembro. Con la regla, hasta el día de hoy la congregación se esfuerza por adquirir la sabiduría celestial imitando la Sabiduría encarnada, Jesucristo. El medio para imitar a Cristo es una devoción especial a la Santísima Virgen María .
Después de la partida de  Luis María Grignion de Montfort, Marie Louis se quedó sola en el hospital para atender a los enfermos mientras esperaba sus ocasionales cartas de aliento. Durante diez años, Marie-Louise cumpliría su humilde deber como enfermera. Ese fue el comienzo de un esfuerzo de cuatro décadas durante el cual ella atendió a los enfermos; dio comida a los mendigos y administró el gran hospital marítimo de Francia. La gente pobre del Hospital de Niort en Deux-Sèvres eventualmente llegó a llamarla "buena Madre Jesús".
Durante casi toda su juventud, Marie Louis vivió entre los pobres y los enfermos, y los atendió, siguiendo la Regla dejada por Luis María Grignion de Montfort. Poco a poco, aumentaron los deberes que se le confiaron y, a partir de 1708, sustituyó al tesorero oficial, y en 1711 estuvo a cargo del hospital. En 1714, se unió a Catherine Brunet.

## Hijas de la Sabiduría

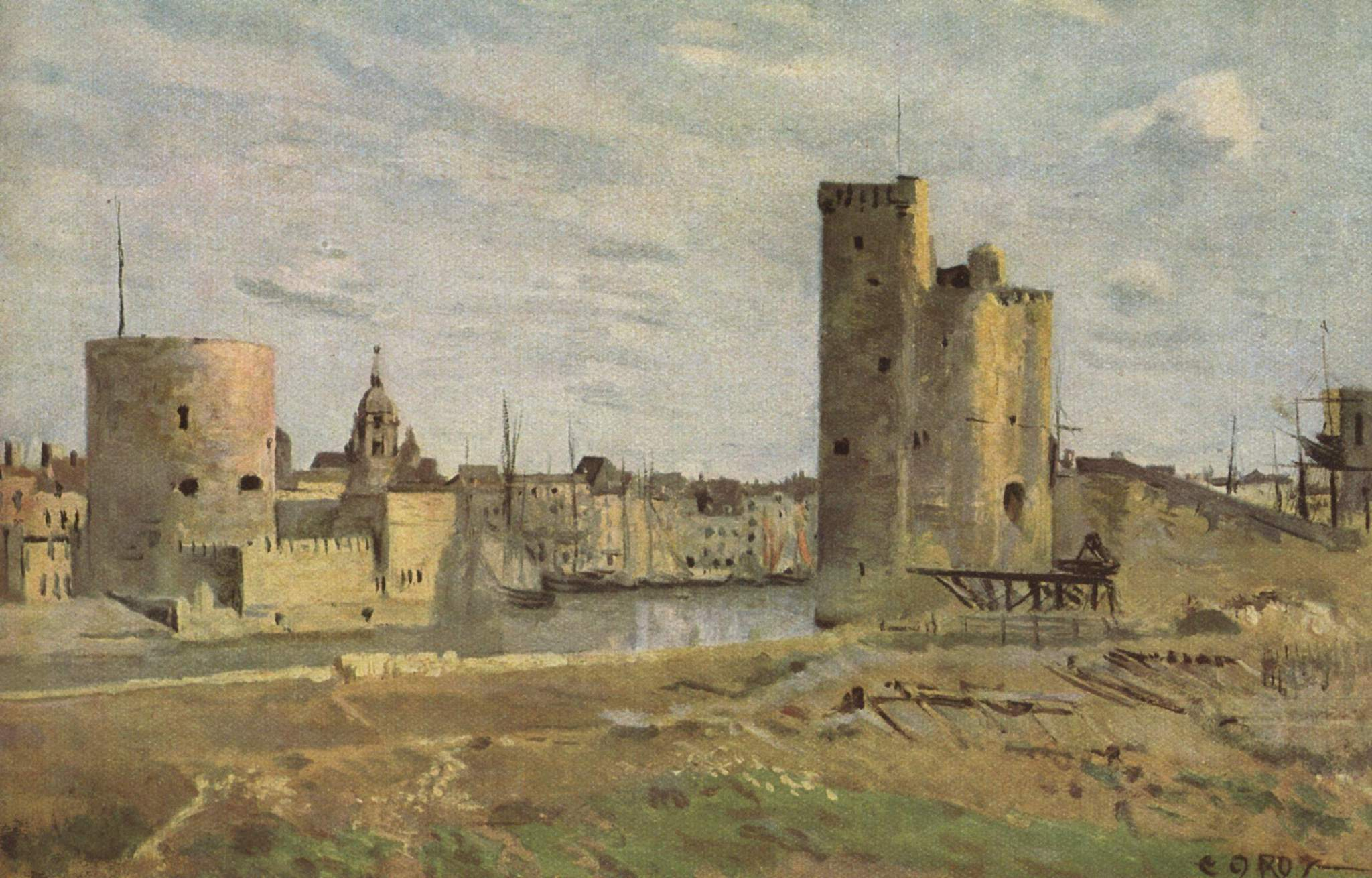
Vista de La Rochelle por Corot
El obispo de Champflour, en La Rochelle, en la costa atlántica, al oeste de Poitiers, había quedado impresionado con  Luis María Grignion de Montfort durante algún tiempo. Basándose en la invitación del obispo a  Luis María Grignion de Montfort, en 1715, Marie Louise y Catherine Brunet abandonaron Poitiers en dirección a La Rochelle para abrir allí una escuela religiosa gratuita. En poco tiempo, la escuela gratuita, apoyada por el obispo y siguiendo el programa y las reglas establecidas por Luis María Grignion de Montfort, tuvo 400 estudiantes.
El 22 de agosto de 1715, Marie Louise y Catherine Brunet, junto con Marie Valleau y Marie Régnier de La Rochelle, recibieron la aprobación del obispo de Champflour de La Rochelle para ejercer su profesión religiosa bajo la dirección de Luis María Grignion de Montfort. En la ceremonia, Luis María Grignion de Montfort les dijo: " Llámense las Hijas de la Sabiduría , para la enseñanza de los niños y el cuidado de los pobres ".

### Siguiendo el camino de Montfort
En abril de 1716, Montfort fue a predicar a Saint-Laurent-sur-Sèvre, donde enfermó y murió el 28 de abril de 1716. Marie Louise, de treinta y dos años, tuvo que asumir toda la responsabilidad de la fundación.
En 1719 las hermanas volvieron a Poitiers y más tarde lograron establecer una Casa Madre en 1720 en Saint-Laurent-sur-Sèvre en la Maison Longue (la casa larga), ahora un museo dedicado a su vida y las Hijas de la Sabiduría . Pero tuvieron que vivir en la más absoluta pobreza durante varios años, a veces viviendo solo con pan negro y ocasionalmente con un huevo. A tiempo con la providencia y las dotes proporcionadas por ciertos nuevos novicios, adquirieron tierras que produjeron algunos ingresos. Como había predicho  Luis María Grignion de Montfort, con el tiempo llegaron más novicias y la organización creció.
En los treinta años que siguieron a 1729, Marie Louis estableció treinta nuevas comunidades caritativas donde las Hijas de la Sabiduría visitaban a los pobres, cuidaban a los enfermos y enseñaban a los niños, sin ningún pago, pero con el apoyo de benefactores o feligreses. Durante la devastadora hambruna de 1739, suplicó a las autoridades que acudieran al rescate de los hambrientos.
En las casas de la providencia, las Hermanas vivían con huérfanos, ancianos y discapacitados. En los hospitales generales de La Rochelle, o en Niort en Deux-Sèvres, sus servicios fueron contratados para introducir un nivel mínimo de paz, alegría y orden a la inmundicia y el desorden prevalecientes.

### Últimos años y muerte
Cuando tenía 66 años, Marie Louise emprendió un largo viaje a caballo para visitar todas sus comunidades, hablar con las Hermanas e inspirarlas. Ella siempre les decía a las Hermanas: " Su verdadera Superiora es María, yo no soy más que su sirviente ". Ese fue su último viaje, ya que al regresar a la Casa Madre en Saint-Laurent-sur-Sèvre, nunca más salió. Una caída accidental le causó meses de sufrimiento, seguidos por una enfermedad final de la que no se recuperó. En su lecho de muerte llamó a un benefactor para suplicar que los pobres de la parroquia fueran atendidos, después de su muerte.
Marie Louise Trichet murió en Saint-Laurent-sur-Sèvre en Vandea el 28 de abril de 1759, el mismo día y lugar donde murió Luis María Grignion de Montfort 43 años antes, el 28 de abril de 1716.
A la fecha de su muerte, la congregación incluía 174 hermanas distribuidas en 36 comunidades y la Casa Madre. Después de las persecuciones durante la Revolución Francesa, las Hijas de la Sabiduría se reagruparon y volvieron a crecer. Los gobiernos de Francia, España, Prusia y Bélgica les otorgaron medallas por cuidar a los soldados heridos o plaga de esos países en muchas ocasiones.

## Legado y beatificación
Luis María Grignion de Montfort y Marie Louise Trichet descansan en tumbas adyacentes en la iglesia de Saint-Laurent-sur-Sèvre. Las Hijas de la Sabiduría se han convertido en una organización multinacional.
El 16 de mayo de 1993, María Luisa de Jesús (Trichet) fue beatificada por el Papa Juan Pablo II . En el proceso de examinar su vida antes de la beatificación, un cardenal escribió sobre ella:
" Ella ofrece un ejemplo de cómo trabajar para el desarrollo de toda la persona humana en un espíritu de sacrificio, sin buscar ninguna recompensa, siempre abierto a leer los signos de los tiempos con un espíritu sereno y humilde"
El 19 de septiembre de 1996, el Papa Juan Pablo II vino a meditar y rezar en las tumbas de Luis María Grignion de Montfort y la Beata María Luisa de Jesús en Saint-Laurent-sur-Sèvre.